# 小米手机2A
小米手機2A是一款由小米科技研發的MIUI平台智能手机，為小米手機2的青春版。

## 基本参数
CPU频率:双核1.7GHz
CPU型号:骁龙S4 Pro
GPU:Adreno 320
键盘类型:虚拟QWERTY键盘
输入方式:触控
系统:MIUI系统，支持Android4.1
通话:双麦降噪

## 外部連結
- 小米手机官方主页 （页面存档备份，存于）